# Clément Duhour
Clément Duhour (11 de diciembre de 1911-3 de enero de 1983) fue un cantante, actor, director y productor cinematográfico de nacionalidad francesa. 
Nacido en Anglet, Francia, antes de dedicarse al cine fue atleta, participando en los Juegos Olímpicos de Los Ángeles 1932, llegando a ser campeón de Francia de lanzamiento de peso en 1933.
Como cineasta, Duhour trabajó con Sacha Guitry y, en particular, fue director de La Vie à deux (1958), film póstumo de Guitry, realizado en su honor.
Clément Duhour falleció en Neuilly-sur-Seine, Francia, en 1983.

## Filmografía

### Actor
- 1941 : L'Âge d'or, de Jean de Limur
- 1942 : Dernier Atout, de Jacques Becker
- 1945 : La Route du bagne, de Léon Mathot
- 1946 : La Colère des Dieux, de Karel Lamač
- 1946 : La Maison sous la mer, de Henri Calef
- 1947 : Gli Uomini sono nemici, de Ettore Giannini
- 1951 : Passion, de Georges Lampin
- 1951 : Paris chante toujours, de Pierre Montazel (también productor)
- 1952 : Promenades à Paris, serie de 13 cortometrajes de Stany Cordier
- 1953 : Saluti e baci, de Maurice Labro y Giorgio Simonelli (también productor)
- 1953 : Si Versailles m'était conté..., de Sacha Guitry (también productor)
- 1953 : L'Embarquement pour le ciel, cortometraje de Jean Aurel
- 1953 : Le Chemin de l'étoile, cortometraje de Jean Mousselle
- 1953 : La Montagne du bout du monde, cortometraje de Lionel Terray
- 1953 : Histoires de bicyclettes, cortometraje de Emile Roussel
- 1954 : Napoléon, de Sacha Guitry (también productor)
- 1955 : Si Paris nous était conté, de Sacha Guitry (también productor)
- 1957 : Assassins et Voleurs, de Sacha Guitry (también productor)
- 1957 : Les trois font la paire, de Sacha Guitry y Clément Duhour (también productor)
- 1957 : Le Naïf aux quarante enfants, de Philippe Agostini (también productor)
- 1959 : Vous n'avez rien à déclarer ?, de Clément Duhour (también productor)
- 1960 : Candide ou l'optimisme au XXème siècle, de Norbert Carbonnaux (también productor)

### Director
- 1958 : La Vie à deux (también productor)
- 1959 : Vous n'avez rien à déclarer ? (también productor)

### Productor únicamente
- 1956 : Le Pays d'où je viens, de Marcel Carné